# TV Guide Award
Il TV Guide Award è stato un premio annuale creato dagli editori della rivista TV Guide, come sondaggio dei lettori per onorare i programmi TV e gli artisti dell'industria televisiva americana. 

## Storia
I premi sono stati assegnati fino al 1964. Il TV Guide Award è stato ripreso nel 1999-2001.